# 4028 Pancratz
4028 Pancratz је астероид главног астероидног појаса чија средња удаљеност од Сунца износи 2,552 астрономских јединица (АЈ).
Апсолутна магнитуда астероида је 13,2.